# عناق وقبل
عناق وقُبل (بالإنجليزية: Hugs and kisses) هو تأويل رمز xoxo والذي كان يضاف إلى نهاية الرسائل المكتوبة، ولاحقاً إلى الإيميلات وخدمة الرسائل القصيرة (SMS)، وذلك كتعبير عن الحب والإخلاص والإيمان والصداقة. لا يوجد رأي موحد أي من الحرفين 'X' أو 'O' يشير إلى المعانقة أو التقبيل.

## المنشأ
كان وضع الصليب على الرسائل شائعاً في أوروبا في القرون الوسطى، حيث كانت الرسائل تذيّل بصليب مسيحي للدلالة على الإخلاص والإيمان والوفاء. وكان يلي ذلك تقبيل الصليب من الكاتب كدليل على الوفاء بيمين معقود.
كان أغلب العامة يضعون حرف 'X' كدلالة على الصليب، كما هو الحال في رمز كاي رو، وذلك من الكلمة الإغريقية للمسيح ΧΡΙΣΤΟΣ، ثم تطور الأمر لوضع حرف 'O' بجانبه.

## اقرأ أيضاً
- توقيع
- تذييل (نص)